# Drymoglossum microphyllum
Drymoglossum microphyllum là một loài thực vật có mạch trong họ Polypodiaceae. Loài này được (C. Presl) C. Chr. miêu tả khoa học đầu tiên năm 1905.